# سكوت كارل
سكوت كارل (بالإنجليزية: Scott Karl)‏ هو لاعب كرة قاعدة أمريكي، ولد في 9 أغسطس 1971 في فونتانا في الولايات المتحدة.

## وصلات خارجية
- سكوت كارل على موقعبيزبول رفرنس.كوم (الدوري الرئيسي) (الإنجليزية)
- سكوت كارل على موقع مشجعي الرسوم البيانية (الإنجليزية)